# 小林市立栗須小学校
小林市立栗須小学校（こばやししりつ くりすしょうがっこう）は、宮崎県小林市野尻町三ケ野山にある公立の小学校。

## 概要
歴史
1873年（明治6年）創立。現校名となったのは2010年（平成22年）。2023年（令和5年）に創立150周年を迎えた。
校章
中央に校名の頭文字である「栗」の文字を配している。
校歌
1933年（昭和8年）に制定。作詞は妹尾良彦、作曲は小川此農夫による。
校区
「野尻5区、野尻6区」。中学校区は小林市立野尻中学校。

## 沿革
- 1873年（明治6年）3月10日 - 三ヶ野山栗須の民家を校舎として「栗須小学校」を設立。児童数は47名。
- 1886年（明治19年）- 統合により、「簡易野尻小学校 栗須分校」となる。
- 1887年（明治20年）- 小学校令施行により、簡易科（3年制）を設置の上、「簡易栗須小学校」として独立。
- 1889年（明治22年）5月1日 - 町村制施行により、西諸県郡3村（紙屋・東麓・三ヶ野山）が合併の上、「野尻村」が発足。
- 1890年（明治23年）- 尋常科（4年制）を設置の上、「尋常栗須小学校」に改称。
- 1892年（明治25年）- 「栗須尋常小学校」に改称。
- 1894年（明治27年）5月28日 - 現在地に移転を完了。木造校舎1棟を増築。
- 1901年（明治34年）- 教室及び教員不足のため、3学級編成とし、半日交替授業（二部授業）を実施。
- 1902年（明治35年）- 民家を購入し、校舎に充てる。
- 1905年（明治38年）- 職員室、小使室の昇降口を撤去の上、教室に転用。
- 1908年（明治41年）4月 - 改正小学校令により、尋常科（義務教育年限）が4年制から6年制に改められる。尋常科5年を新設。また、収容児童数の増加により、校地等を拡張。
- 1909年（明治42年）4月 - 尋常科6年を新設。
- 1913年（大正2年）4月 - 運動場を拡張。校訓を制定。桑園と試作地を設置。
- 1919年（大正8年）- 校舎を増築。
- 1923年（大正12年）4月1日 - 高等科（2年制）を併置の上、「栗須尋常高等小学校」と改称。
- 1929年（昭和4年）4月 - 野尻尋常高等小学校より、後相牟田地区の児童が転入。
- 1931年（昭和6年）11月 - 校舎の増改築を実施。
- 1933年（昭和8年）
  - この年 - 校歌を制定。
  - 11月 - 校舎（中校舎東部2教室）を増築。
- 1935年（昭和10年） - 運動場を拡張。
- 1936年（昭和11年）4月 - 校舎（南校舎東）を増築。
- 1938年（昭和13年）1月 - 実習田を購入。
- 1941年（昭和16年）4月1日 - 国民学校令施行により、「野尻村栗須国民学校」に改称。尋常科を初等科に改める。
- 1947年（昭和22年）- 学制改革が行われる（六・三制の実施）。
  - 4月1日 - 国民学校の初等科は、新制小学校「野尻村立栗須小学校」に改組・改称。
  - 5月8日 - 国民学校の高等科は、青年学校普通科とともに、新制中学校「野尻村立野尻中学校」に改組・改称。なお、新制中学校の統合校舎が完成するまでの間、栗須小学校でも中学校の授業が行われた。
- 1948年（昭和23年）5月 - PTAが発足。
- 1952年（昭和27年）7月 - 校舎（中校舎東部３教室）を増築。
- 1954年（昭和29年）9月 - 台風により、大きな被害を受ける。
- 1955年（昭和30年）2月11日 - 2村（野尻・紙屋）合併により「野尻町」が発足。「野尻町立栗須小学校」に改称。
- 1956年（昭和31年）
  - 3月 - 校舎（南校舎東部1教室）を増築。
  - 5月 - 創立80周年を記念し、プールを建設。
- 1957年（昭和32年）
  - 6月 - 1894年（明治27年）完成の南校舎西部3教室を解体。
  - 7月 - 校舎（北校舎東部2教室）を増築。
  - 9月 - 給食を開始。
- 1960年（昭和35年）
  - 4月 - 校旗を制定。
  - 5月 - 旧校舎3教室を解体の上、整地。体育館を建築。
- 1963年（昭和38年）2月 - 運動場を整地。
- 1964年（昭和39年）8月 - 運動場スタンド（観覧席）が完成。
- 1967年（昭和42年）4月 - 特殊学級を設置。
- 1968年（昭和43年）8月 - 危険校舎改築に伴い、1919年（大正8年）建築の北校舎と1931年（昭和6年）建築の中校舎の西側を解体。
- 1969年（昭和44年）3月 - 危険校舎を改築。
- 1975年（昭和50年）4月 - 危険校舎（4教室)を解体。鉄骨造2階建て4教室が完成。
- 1976年（昭和51年）
  - 3月10日 - 創立100周年記念式典を挙行。児童川プールが完成。
  - 9月 - 交通公園が完成。
- 1980年（昭和55年）3月 - 新校舎（普通教室4、音楽室、理科室等）が完成。
- 1982年（昭和57年）6月 - 運動場芝生全面植え替えを実施。
- 1983年（昭和58年）3月 - 新校舎2教室（普通教室、視聴覚室）を増築。
- 1985年（昭和60年）8月 - 緑陰教室を設置。
- 1992年（平成4年）8月 - 管理棟を改修。
- 1993年（平成5年）12月 - キキョウを学校の花に、センダンを学校の木に制定。
- 1995年（平成7年）2月 - 新体育館が完成。
- 1998年（平成10年）3月 - 管理棟が完成。
- 2004年（平成16年）3月 - プールを改修。
- 2005年（平成17年）4月 - 2学期制を開始。
- 2006年（平成18年）4月 - 特別支援学級「栗の実」を再設置。
- 2007年（平成19年）10月 - 英語ルームを設置。
- 2010年（平成22年）3月23日 - 野尻町が小林市と合併し、「小林市立栗須小学校」（現校名）と改称。
- 2011年（平成23年）4月 - 野尻地区の（連携型）小林市小中一貫教育が本格的に実施される。

## アクセス
最寄りの鉄道駅
- JR九州 吉都線「小林駅」

最寄りのバス停
- 宮崎交通バス 「東栗須」停留所

最寄りの幹線道路
- 国道268号（えびのスカイライン）

## 周辺
- 栗須郵便局
- 小林警察署三ケ野山警察官駐在所
- いきいきコミュニティセンター
- 小林市三ケ野山体育館
- 小林市消防団10-5詰所
- 栗須保育園